# Saison 1969 de la NFL
Navigation
Édition précédente Édition suivante
La saison 1969 de la NFL est la 50e saison de la National Football League. Elle voit le sacre des Vikings du Minnesota.

## Classement général
| Qualifié en play-offs |

| Conférence Est                |      |      |      |        |          |            |
| Capitol division              |      |      |      |        |          |            |
| Franchise                     | Vic. | Déf. | Nuls | % vic. | Pts pour | Pts contre |
| Cowboys de Dallas             | 11   | 2    | 1    | .846   | 369      | 223        |
| Redskins de Washington        | 7    | 5    | 2    | .583   | 307      | 319        |
| Saints de La Nouvelle-Orléans | 5    | 9    | 0    | .357   | 311      | 393        |
| Eagles de Philadelphie        | 4    | 9    | 1    | .308   | 279      | 377        |
| Century division              |      |      |      |        |          |            |
| Franchise                     | Vic. | Déf. | Nuls | % vic. | Pts pour | Pts contre |
| Browns de Cleveland           | 10   | 3    | 1    | .769   | 351      | 300        |
| Giants de New York            | 6    | 8    | 0    | .429   | 264      | 298        |
| Cardinals de Saint-Louis      | 4    | 9    | 1    | .308   | 314      | 389        |
| Steelers de Pittsburgh        | 1    | 13   | 0    | .071   | 218      | 404        |

| Conférence Ouest       |      |      |      |        |          |            |
| Coastal division       |      |      |      |        |          |            |
| Franchise              | Vic. | Déf. | Nuls | % vic. | Pts pour | Pts contre |
| Rams de Los Angeles    | 11   | 3    | 0    | .786   | 320      | 243        |
| Colts de Baltimore     | 8    | 5    | 1    | .615   | 279      | 268        |
| Falcons d'Atlanta      | 6    | 8    | 0    | .429   | 276      | 268        |
| 49ers de San Francisco | 4    | 8    | 2    | .333   | 277      | 319        |
| Central division       |      |      |      |        |          |            |
| Franchise              | Vic. | Déf. | Nuls | % vic. | Pts pour | Pts contre |
| Vikings du Minnesota   | 12   | 2    | 0    | .857   | 379      | 133        |
| Lions de Détroit       | 9    | 4    | 1    | .692   | 259      | 188        |
| Packers de Green Bay   | 8    | 6    | 0    | .571   | 269      | 221        |
| Bears de Chicago       | 1    | 13   | 0    | .071   | 210      | 339        |

## Play-offs
Les équipes évoluant à domicile sont nommées en premier. Les vainqueurs sont en gras
- Finale conférence Est : 
  - 28 décembre 1969 : Dallas 13-38 Cleveland
- Finale conférence Ouest : 
  - 27 décembre 1969 : Minnesota 23-20 Los Angeles
- Finale NFL : 
  - 4 janvier 1970 : Minnesota 27-7 Cleveland